# Extensión del borde de ataque

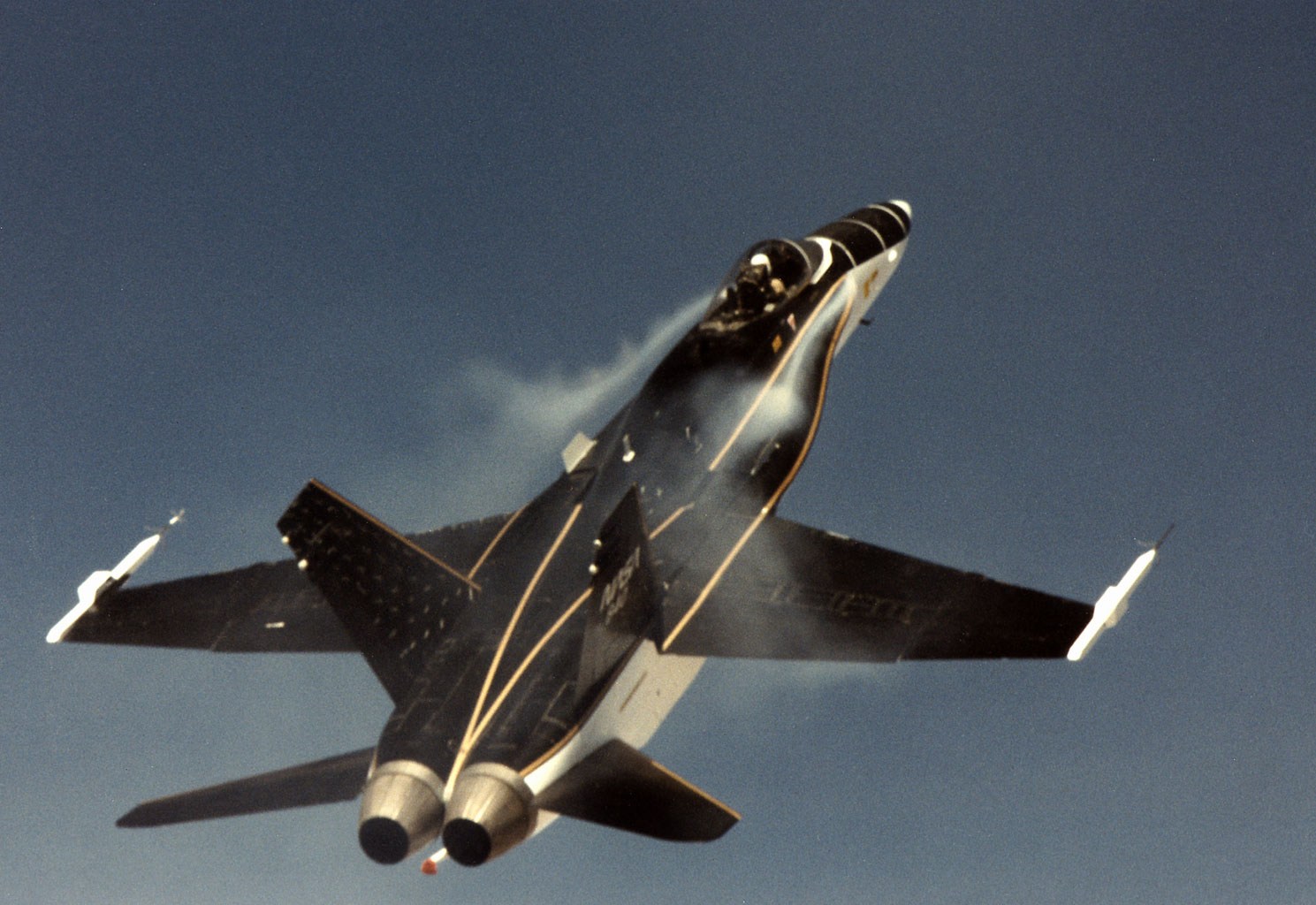
Visualización del vapor de agua que marca el vórtice que fluye a lo largo de las extensiones de borde de ataque del F-18 HARV.

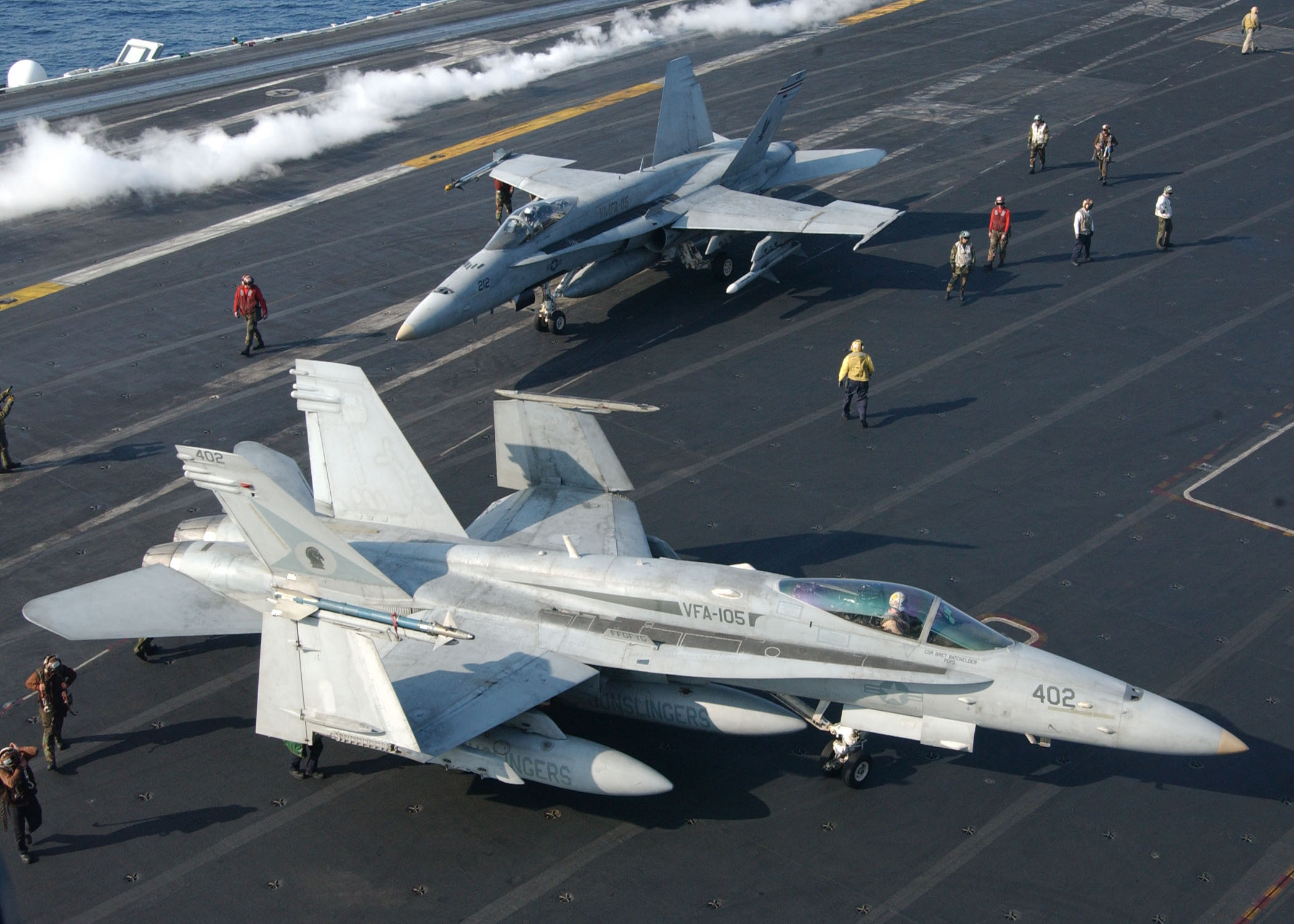
Dos F/A-18C Hornet sobre la cubierta de un portaaviones. Nótese las prominentes LEX de esta aeronave.

Las extensiones del borde de ataque, LEX por sus siglas en inglés (leading edge extensions), también llamadas extensiones de raíz del borde de ataque, LERX por sus siglas en inglés (leading edge root extensions), o «tracas», son chaflanes añadidos al frente de las alas de un avión de combate moderno para proporcionar la corriente de aire utilizada en grandes ángulos de ataque. Son normalmente triangulares, desde el borde principal de la raíz de ala a un punto cerca de la cubierta de la carlinga a lo largo del fuselaje. Tienden a ser de pequeña envergadura, extendiéndose hacia fuera menos de un metro. En realidad son pequeñas alas en delta insertadas en el frente de las alas.
Durante el vuelo, el efecto de LEX es mínimo. Sin embargo, cuando el ángulo de ataque aumenta, como en un combate aéreo, el LEX comienza a generar un vórtice de alta velocidad que permanece conectado a la cima del ala. Debido a los efectos descritos por el principio de Bernoulli, el ala por lo tanto tiene una zona de presión baja sobre la cima, y sigue generando el levantamiento por delante, normal del punto de entrada en pérdida. El F/A-18 Hornet tiene varios ejemplos sobre LEX, al igual que el Sukhoi Su-27. Los primeros prototipos del Su-27 se estrellaron debido a unos LEX mal diseñados, haciéndolo caer en ángulos de ataque por encima de 5 grados. Esto fue mejorado. De hecho, LEX ayuda en maniobras avanzadas como la Cobra de Pugachev, la Vuelta de Cobra y el Frolov Chakra.

## Aeroplanos que usan LEX
Algunos ejemplos de aeronaves con LEX:
- Rusia/URSS
  - Sukhoi Su-27 y derivados, incluyendo el Sukhoi Su-34
  - Mikoyan MiG-29
- Estados Unidos/Reino Unido
  - F-5 Freedom Fighter
  - F-16 Fighting Falcon y su fracasado competidor YF-17 Cobra
  - F/A-18 Hornet
  - AV-8 Harrier II/RAF Harrier II

## Conceptos similares
Un concepto similar al LEX se puede encontrar en muchos aviones, incluyendo aviones de pasajeros. Estos generadores de vórtice toman la forma de pequeñas aletas que sobresalen de la superficie del ala, justo detrás del borde principal. En este caso el objetivo es generar pequeños vórtices que aseguran la corriente de aire sobre las superficies de control en grandes ángulos de ataque, normalmente durante el despegue y el aterrizaje.
Otro modo de impedir pararse con grandes ángulos de ataque es usar canards. Pueden ser usados conjuntamente con LEX, como se muestra en el Sukhoi Su-33.